# 西便门站
西便门站，位于今北京市西城区莲花池东路以南，西堤红山小区以西，南蜂窝路以东，因地处西便门以西而得名。

## 简介
西便门站原先是清朝光绪二十七年（1901年）芦汉铁路展筑到正阳门时建成的一座小站。民国八年（1919年）8月，建成广安门站至西便门站联络线。抗日战争时期，被侵华日军占领，以货运为主。民国三十三年（1944年），拆除京汉线卢沟桥至西便门站间线路，办理正阳门西站至沙窝通勤客车。1949年中华人民共和国成立后，西便门站成为货场及专用线走行线。1958年，拆除正阳门西站及其至西便门站间线路。正阳门西站（货运）连同西便门站一同并入广安门站。同年，兴建北京钢厂专用线，并改造西便门站。截至1990年代中期，西便门站有5股道，8家专用线接轨，是北京近郊区以建材为主的货运站:155-156。
1992年10月，沙窝支线在兴建北京西站之前拆除:103，西便门站则于1992年12月20日拆除，其东侧连接广安门站的原京张-京汉联络线线位保留下来，成为京九线的一部分，2006年复线化。